# Lust auf ein Date?
Lust auf ein Date? (jap. 付き合ってあげてもいいかな Tsukiatte agete mo ii ka na) ist eine Manga-Serie von Mangaka Tamifull, die von 2018 bis 2025 in Japan erschien. Die romantische Geschichte über Beziehungen zwischen japanischen Studentinnen und deren Uni-Alltag ist in das Genre Yuri einzuordnen und wurde ins Deutsche und Englische übersetzt.

## Inhalt
Mit dem Umzug aus der Kleinstadt nach Tokio an die Uni hofft die schüchterne Miwa Inuzuka (犬塚 みわ), endlich die große Liebe zu finden. Auf dem Land hat sie ihre Homosexualität stets verheimlicht. Nun landet sie mit der aufgedrehten Saeko Sawatari (猿渡 冴子) sowie den Studenten Mikkun (みっくん), Tsuruta (鶴田) und Rucha (ルチャ) in einer Band. Erst glauben die Jungs, sie könnten mit einer der beiden Mädchen eine Beziehung anfangen. Doch schnell erfahren diese, dass sie beide lesbisch sind, und sogleich fragt Saeko, ob Miwa nicht mit ihr ausgehen möchte. Das Stadtmädchen hat schon etwas Erfahrung mit Beziehungen und will es gern mit Miwa probieren. Die ist zunächst skeptisch, sie sollten erst Freundinnen bleiben. Mit der Zeit vertieft sich ihre Beziehung und Miwa geht in der lang ersehnten Liebesbeziehung auf. Die drei Jungs in der Band erfahren bald davon und entgegen der Befürchtung der Mädchen wird ihre Beziehung akzeptiert. Auch die Studentinnen Usshi und Rika wollen sie unterstützen. Mit einigen anderen Kommilitonen ist es jedoch schwieriger und Miwa will sich nicht allen offenbaren, andere wiederum sind unangenehm aufdringlich und neugierig. Dazu kommt, dass Miwa unerfahren ist, Saeko gerne Sex mit ihr hätte, sich aber noch zurückhält. So befürchtet Miwa, ihre Beziehung könnte daran zerbrechen, während Saeko Selbstzweifel bekommt – bis sich Miwa aufrafft. Und kaum hatten sie das Erste Mal, wollen beide so oft wie möglich Sex haben.

## Veröffentlichungen
Die Geschichte entstand zunächst als Dōjinshi zum Verkauf auf der Convention Comitia, ehe sie kommerziell in Serie ging. Tamifull brachte die beiden Protagonistinnen schnell als Paar zusammen, da die meisten Romanzen mit dem Zusammenkommen enden, während sie lieber über Konflikte und Herausforderungen innerhalb einer Beziehung erzählen wollte. Die Serie lief von August 2018 bis März 2025 im Magazin Ura Sunday beim Verlag Shogakukan. Parallel wurde sie auch in der App MangaOne herausgebracht. Der Verlag veröffentlichte die Kapitel gesammelt in insgesamt 14 Bänden. 2019 wurde die Serie für den Next Manga Award nominiert und landete auf Platz 13 von 50 Nominierten in der Web-Kategorie.
Eine deutsche Übersetzung von Hana Rude erscheint seit Februar 2020 bei Altraverse in bisher 13 Bänden (Stand August 2025). Auf Englisch wird die Serie von Viz Media unter dem Titel How Do We Relationship? herausgegeben. 